# Synagogue de Tragny
La synagogue de Tragny est une synagogue située dans la commune française de Tragny dans le département de la Moselle dans le Grand Est. Elle a été construite en 1856 en utilisant un bâtiment précédent. Les spolia de la synagogue profanée sont situées dans la rue de la Mairie.
La synagogue a été vendue par la communauté juive dissoute dès 1914. 